# Bernardo Rodrigues Nogueira
Bernardo Rodrigues Nogueira (Santa Marinha, Seia, 6 de abril de 1695 — São Paulo, 7 de novembro de 1748) foi um sacerdote católico português e primeiro bispo de São Paulo.
Era o décimo primeiro filho do casal Manuel Rodrigues Nogueira e de Maria Rodrigues.

## Estudos
Dom Bernardo realizou os primeiros estudos, em Santa Marinha, com o reverendo licenciado Manuel Saraiva, sendo iniciado na literatura e no latim. Aos treze anos ingressou na Universidade de Coimbra, onde se bacharelou em filosofia. Continuou os estudos, graduando-se em Cânones, com conclusão em 1718.

## Presbiterado
Foi ordenado sacerdote em 5 de julho de 1722 e retornou à sua terra natal, quando foi convidado a ser Arcipreste de Coimbra e professor de Direito Canônico. Mais tarde foi convidado para ser Vigário Geral e Provisor de Dom Frei Manuel Coutinho, Bispo do Funchal. Em 1725, recebeu assento como Cônego, nas estalas do Cabido do Funchal, por merçê de Dom João V, ficando a diocese sob seus cuidados, uma vez que o bispo pouco comparecia àquela ilha. No Funchal, também exerceu as funções de Mestre-escola e Arcediago, até 1740. Dom Frei Manuel Coutinho foi também bispo de Lamego, donde se ausentou em 1740. Deste ano até 1742, quando faleceu, foi o Cônego Bernardo Rodrigues Nogueira que governou o bispado. Nomeado Vigário capitular, pelo novo bispo, recusou o cargo, retirando-se para o Colégio Nossa Senhora da Lapa, dos padres jesuítas, próximo a Lamego. Porém, por decreto régio que lhe obrigava continuar na função, reassumiu o cargo. Retornou a Santa Marinha e foi convidado por Dom José de Bragança, Arcebispo de Braga e Primaz das Espanhas, para ser seu Vigário Geral.

## Episcopado
A sua nomeação régia para primeiro Bispo de São Paulo foi a 22 de abril de 1745, portanto antes da ereção canônica da diocese. No dia 15 de dezembro de 1745, aos 50 anos, foi confirmado, pelo Papa Bento XIV, através do breve Apostolatus Officium, Bispo de São Paulo.
Foi sagrado bispo, na Sé Patriarcal de Lisboa, no dia 13 de março de 1746, segundo domingo da Quaresma, pelas mãos de Dom Tomás de Almeida, Patriarca de Lisboa, sendo consagrantes Dom João da Cruz Salgado de Castilho O.C.D., bispo de Miranda e antigo bispo do Rio de Janeiro e Dom José Dantas Barbosa, arcebispo-titular de Lacedemônia.
Tomou posse como Bispo da Diocese de São Paulo, por procuração, a 8 de agosto de 1746. Exerceu esta função até 7 de novembro de 1748, quando veio a falecer.

## Brasão
Descrição: Escudo eclesiástico, partido: o 1º de jalde com cinco flores-de-lis de goles, postas em sautor – Armas dos Rodrigues; o 2º de jalde, com uma banda xadrezada de sinopla e argente, de cinco ordens, a do meio coberta por um filete de goles – Armas dos Nogueiras. O escudo está assente em tarja branca. O conjunto pousado sobre uma cruz trevolada de ouro, entre uma mitra de prata adornada de ouro, à dextra, e de um báculo do mesmo, a senestra, para onde se acha voltado. O todo encimado pelo chapéu eclesiástico com seus cordões em cada flanco, terminados por seis borlas cada um, tudo de verde.
Interpretação: O escudo obedece as regras heráldicas para os eclesiásticos. Os campos representam as armas familiares do bispo, nascido da nobreza lusitana.  No 1º, o metal jalde (ouro) simboliza: nobreza, autoridade, premência, generosidade, ardor e descortínio; e a cor goles (vermelha) simboliza o fogo da caridade inflamada no coração do bispo, bem como valor e socorro aos necessitados. O  No 2º, o metal jalde (ouro) tem o significado já descrito acima; a cor sinopla (verde) simboliza esperança, liberdade, abundância, cortesia e amizade; e o metal argente (prata) simboliza a inocência, a castidade, a pureza e a eloqüência, virtudes essenciais num sacerdote.

## Atividade e contribuições
A Diocese de São Paulo foi criada pela bula Candor Lucis Æternæ a 6 de dezembro de 1745, juntamente com a Diocese de Mariana, desmembradas da então Diocese de São Sebastião do Rio de Janeiro, com: quatro Dignidades, dez Cônegos e doze Capelães, recaindo a escolha para primeiro bispo em Dom Bernardo Rodrigues Nogueira.
Iniciou a organização do bispado, ainda em Portugal. Zeloso pelas regras canônicas e pela preservação da história e da cultura, já a 29 de setembro de 1746 publicava sua primeira Carta Pastoral, na qual determinava obrigatória a existência de Livro do Tombo em todo o território da diocese.
Fez sua primeira entrada solenemente na catedral, a antiga igreja matriz, a 8 de dezembro deste mesmo ano, quando encontrou o templo quase arruinado. Empreendeu, então, os maiores esforços para sua restauração. A 25 de janeiro de 1747 instalou o cabido diocesano, colando os primeiros cônegos.